# 1936 en France
Chronologie de la France
- 1932
- 1933
- 1934
- 1935
- 1936
- 1937
- 1938
- 1939
- 1940

Cette page concerne l'année 1936 du calendrier grégorien.

## Événements
- Amorce d’une reprise économique durant l’hiver 1935-1936[1].

### Janvier
- 10 janvier : à la suite des émeutes du 6 février 1934, organisées par les ligues d'extrême droite, le parlement adopte la loi sur les groupes de combat et milices privées. Elle autorise le président de la République à dissoudre toute organisation pouvant porter atteinte à la sûreté de l’État[2].
- 12 janvier : publication du programme du Front populaire autour du slogan « Pain, paix, liberté »[3].
- 17 janvier : fin du procès des personnes impliquées dans l’affaire Stavisky. Neuf condamnations[4].
- 19 janvier : Édouard Daladier succède à Édouard Herriot à la tête du Parti radical-socialiste[5].
- 22 janvier : Édouard Herriot quitte le gouvernement et abandonne toute fonction ministérielle. Démission du cabinet Laval à la suite du départ des radicaux[6].
- 22-25 janvier : congrès du PCF à Villeurbanne[6].
- 24 janvier-4 juin : Albert Sarraut, Président du Conseil forme un cabinet dit « de transition »[7].

### Février

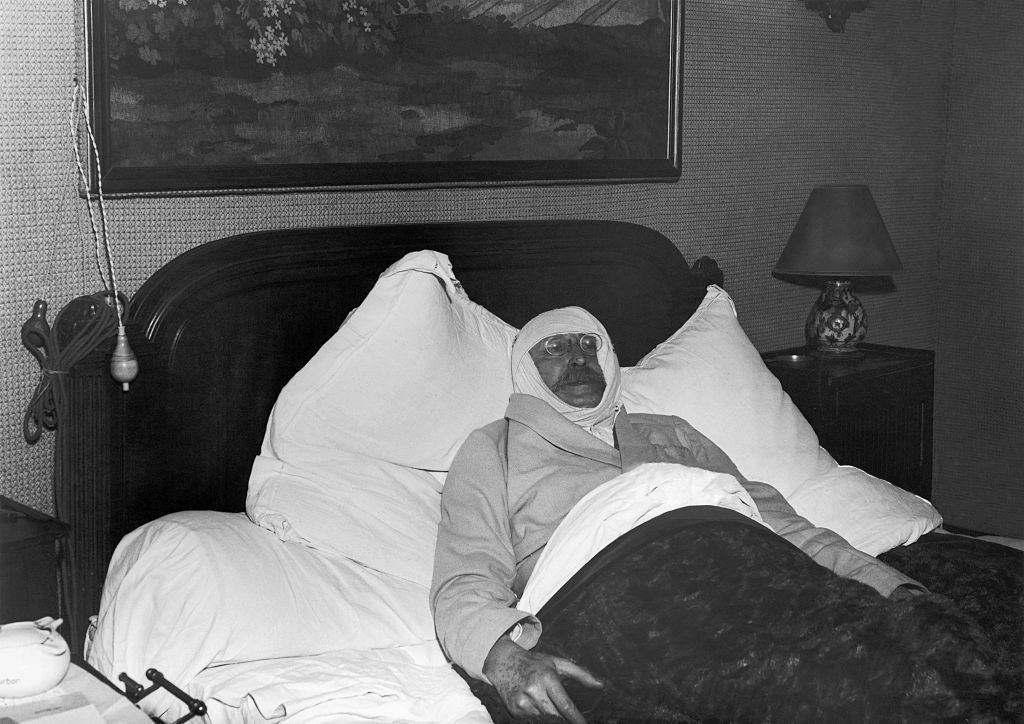
Léon Blum après son agression.

- 13 février : croisant le cortège de l'enterrement de Jacques Bainville en sortant de l'Assemblée nationale, Léon Blum est attaqué et blessé par des Camelots du roi (militants de l’Action française)[8].
- 16 février : manifestation des organisations de gauche du Panthéon à la Bastille pour protester contre le passage à tabac de Léon Blum[6].

### Mars

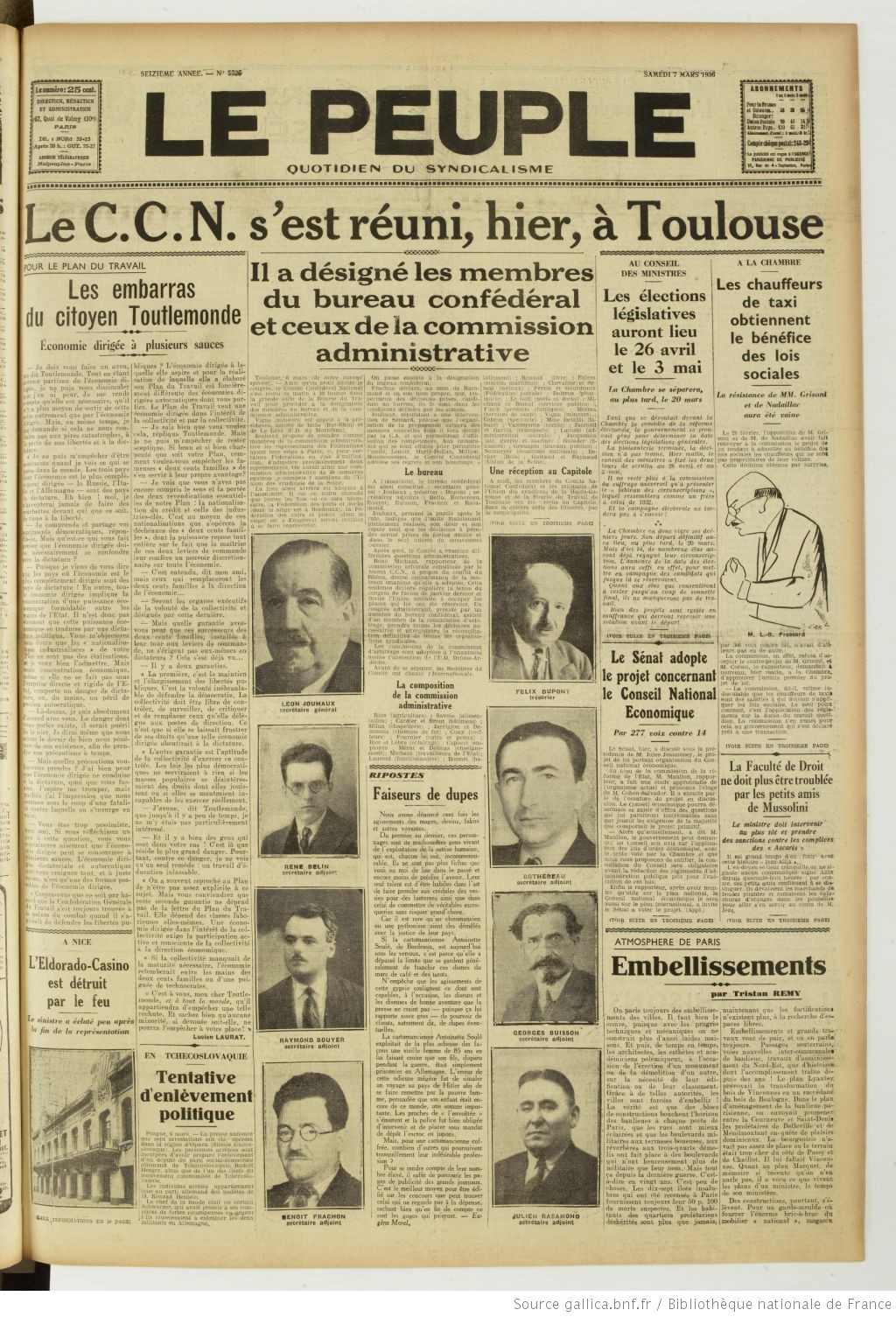
Le bureau confédéral de la CGT élu après le Congrès de Toulouse. Le Peuple, journal de la CGT du 7 mars 1936

- 3-6 mars : réunification de la CGT et de la CGTU au congrès de Toulouse[9]. Ses effectifs passent de 750 000 à 4 millions d’adhérents dans l’année, notamment à la suite des grèves de mai-juin.
- 7 mars : remilitarisation de la Rhénanie en réaction à la ratification du pacte franco-soviétique. L’Allemagne installe des troupes en violation du traité de Versailles et du pacte de Locarno[10]. Londres ne réagit pas. La France saisit la SDN. Hitler propose à la France et à la Belgique l’ouverture de négociations en vue de conclure des pactes de non-agression de 25 ans garantis par le Royaume-Uni et l’Italie.
- 8 mars : recensement général de la population française[11], qui compte 41 911 530 habitants[12].
- 17 mars : le service militaire actif est porté à deux ans[13].
- 19 mars : loi réorganisant le Conseil national économique[9].
- 21 mars : Charles Maurras est condamné à quatre mois de prison pour incitation au meurtre par voie de presse[14].
- 25 mars : signature du second traité naval de Londres relatif à la limitation des armements navals entre les États-Unis, la France et la Grande-Bretagne[15].

### Avril
- 8 avril : l’Allemagne rejette le plan de paix proposé par la France à la suite de l’occupation de la Rhénanie[16].
- 17 avril : discours de Maurice Thorez retransmis par Radio Paris : il appelle à l’union de la France contre les Deux cents familles et tend la main aux catholiques[17].
- 26 avril et 3 mai : victoire électorale du Front populaire aux législatives avec 375 députés contre 220 à l'opposition[6]. Le PCF double le nombre de ses électeurs (15 % de l'ensemble électoral) et ses députés passent de 10 à 72. Les socialistes SFIO passent de 97 sièges à 146. Le parti radical recule, de 159 sièges à 116[18].

### Mai

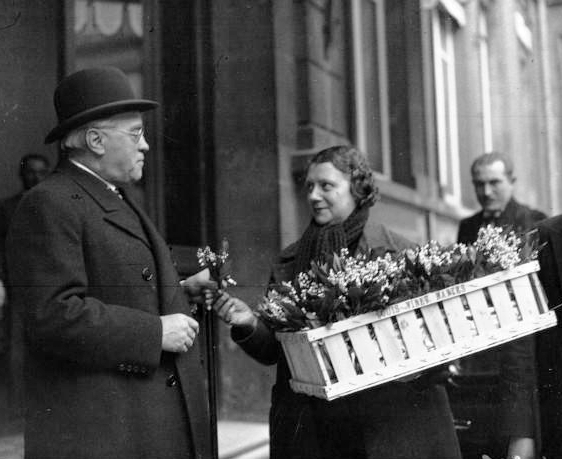
Albert Sarraut, président du Conseil, achetant un brin de muguet le 1er mai 1936.

- 1er mai : importante journée de grèves et de manifestations ouvrières[19]
- 2-3 mai, Dakar : constitution d’une section de la SFIO au Sénégal[20].
- 11 mai : grève Breguet au Havre (occupation des locaux, élection de délégués pour négocier des conventions collectives). Le lendemain, l'arbitrage du maire, accepté par les deux parties, donne raison aux ouvriers[21]. Début d'un vaste mouvement de grèves générales dans tous les secteurs, avec occupations des usines.
- 13 mai : grève Latécoère à Toulouse[21].
- 14 mai : grève des usines Bloch à Courbevoie[21].

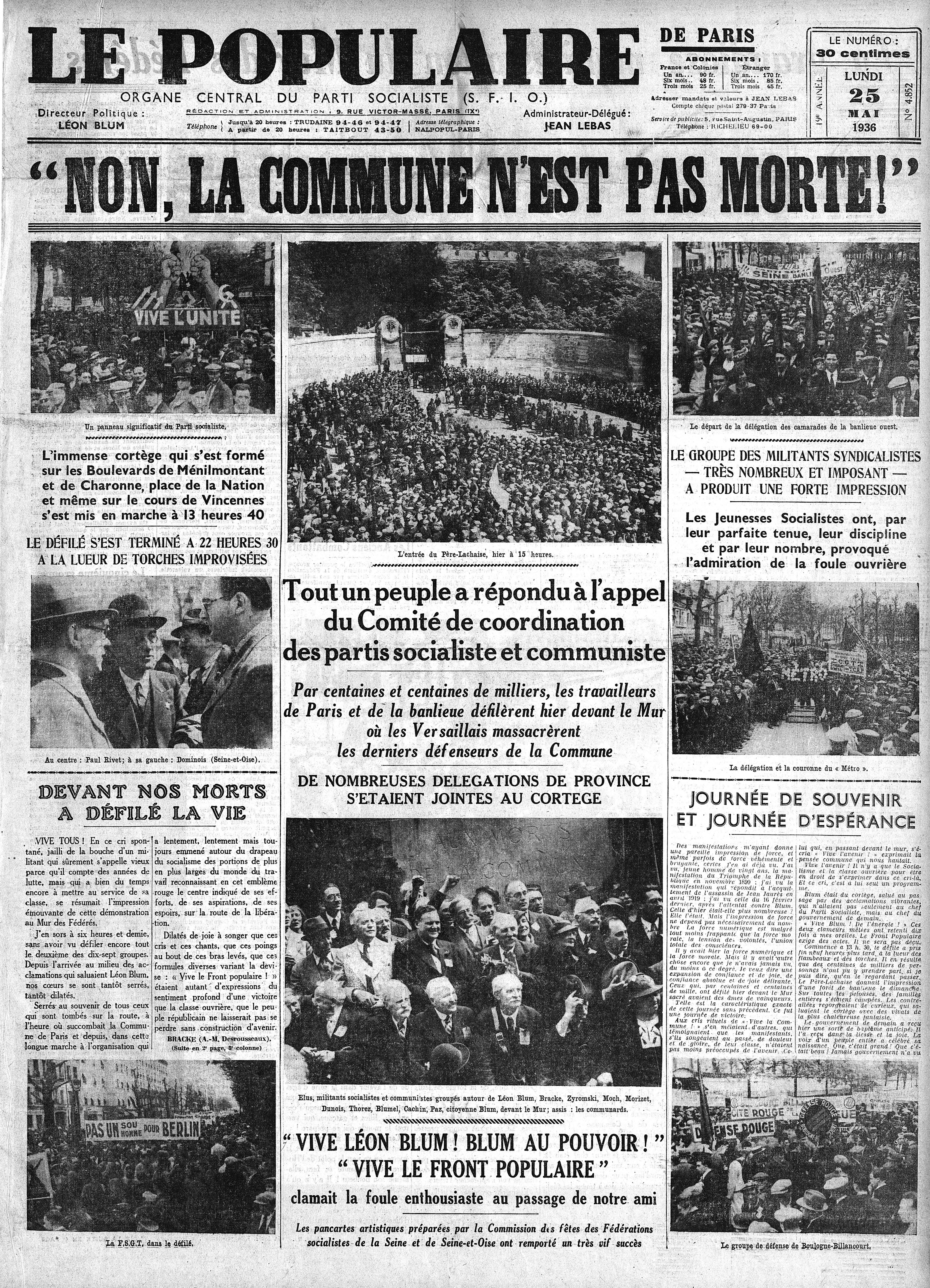
Une du Populaire le 25 mai 1936.

- 24 mai : le défilé de soutien au Front populaire pour commémorer la Commune de Paris rassemble 600 000 personnes entre la place de la Nation et le cimetière du Père-Lachaise[22].
- 26 mai : le mouvement de grève se généralise dans la région parisienne[21]. près de 100 000 ouvriers métallurgistes sont en grève.
- 27 mai :
  - publication dans Le Populaire de l'article Tout est possible ! de Marceau Pivert, où il propose de transformer le mouvement populaire en révolution sociale[23].
  - grève des usines Farman[19].
- 28 mai : grève des usines Renault de Billancourt[19].
- 30 mai-1er juin : 33e congrès national de la SFIO.

### Juin

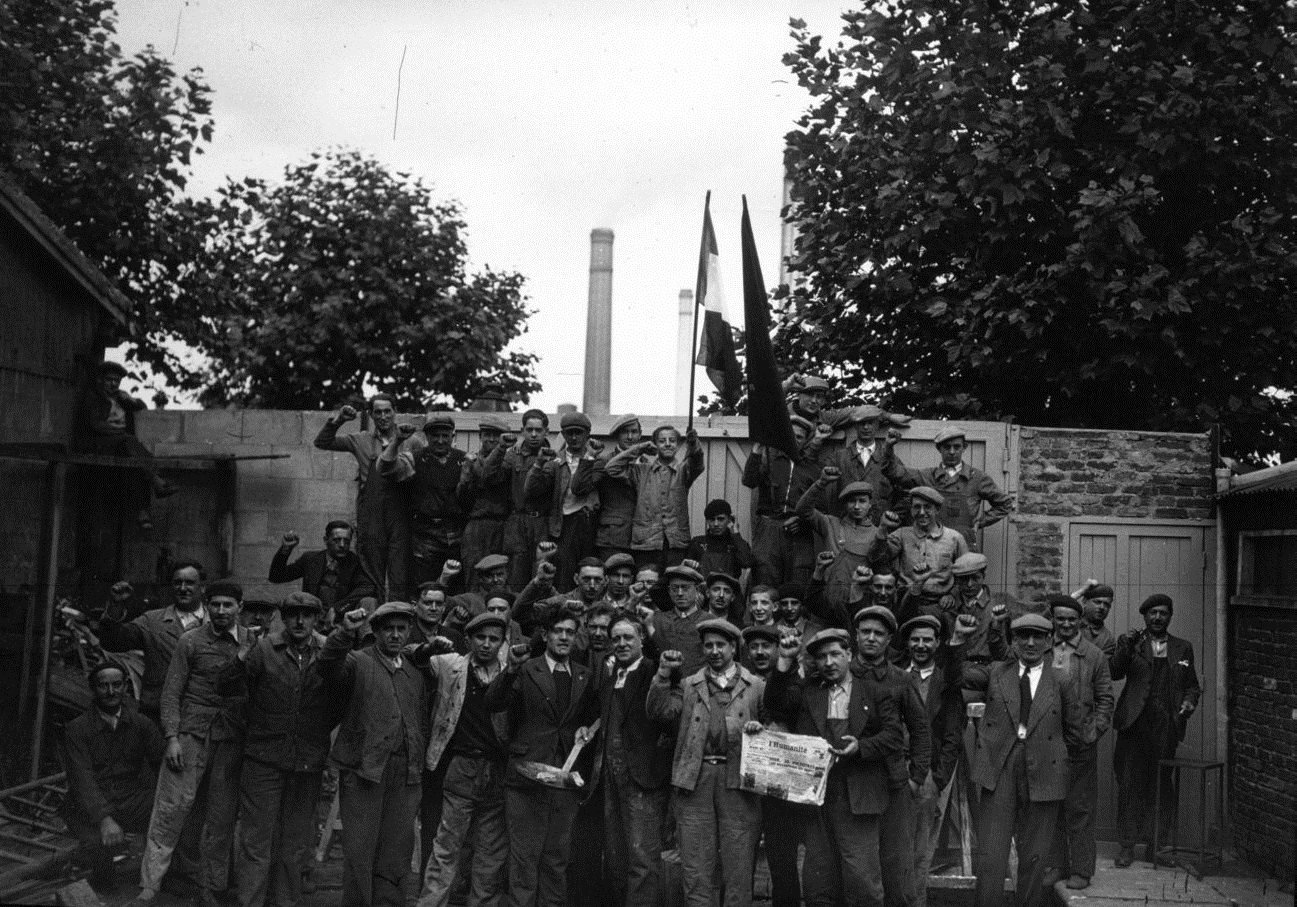
Grève des métallos : occupation d'une usine de la banlieue parisienne. 12142 grèves et 1830938 grévistes sont enregistrés en juin par le ministère du travail.

- 4 juin : premier gouvernement socialiste de Léon Blum[7]. Pour la première fois en France, trois femmes sont au gouvernement comme sous-secrétaires d’État (Irène Joliot-Curie, Cécile Brunschvicg, Suzanne Lacore[24]). Les communistes pratiquent le soutien sans participation[25]. Vincent Auriol aux Finances. Charles Spinasse à l’Économie. Le gouvernement veut relancer la production par la consommation.
- 6 juin : investiture du nouveau gouvernement. Le député de droite Xavier Vallat interpelle Léon Blum à la Chambre : « Pour la première fois, ce vieux pays gallo-romain sera gouverné par un Juif »[26].

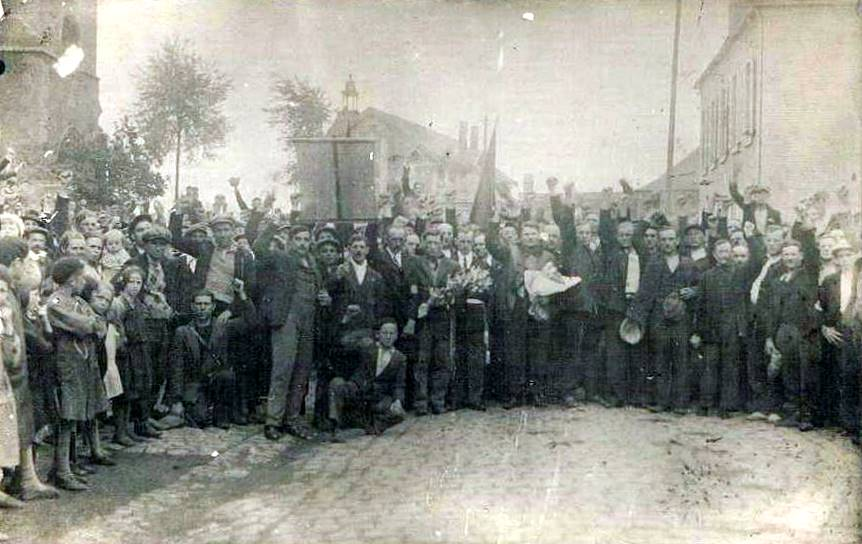
Photo de grévistes de la Compagnie des mines de Thivencelle en 1936.

- 7 et 8 juin : réunion des partenaires sociaux entre la CGT — la CFTC n'est pas invitée —, les déléguées du patronat et le gouvernement. Tard dans la nuit, les revendications ouvrières sont imposées au patronat et les accords de Matignon sont signés[27] : reconnaissance de la liberté syndicale, élections des délégués du personnel, signatures de conventions collectives, semaine de travail de quarante heures, deux semaines de congés payés annuellement, augmentation générale des salaires (7 à 15 % de hausse), SNCF…
- 11 juin : appel de Maurice Thorez (« il faut savoir terminer une grève dès que satisfaction a été obtenue » ; le lendemain les ouvriers métallurgistes signent des accords et reprennent le travail[28].
- 12 juin : la chambre des députés adopte la loi sur la semaine de 40 heures[29].
- 19 juin : décret de dissolution des ligues[6].
- 20 juin : loi instituant les congés payés (2 semaines)[30].
- 21 juin : loi sur la réglementation du travail prévoyant la semaine de 40 heures[31].
- 24 juin : lois sur les conventions collectives adopté sur le rapport d'Ambroise Croizat[32].

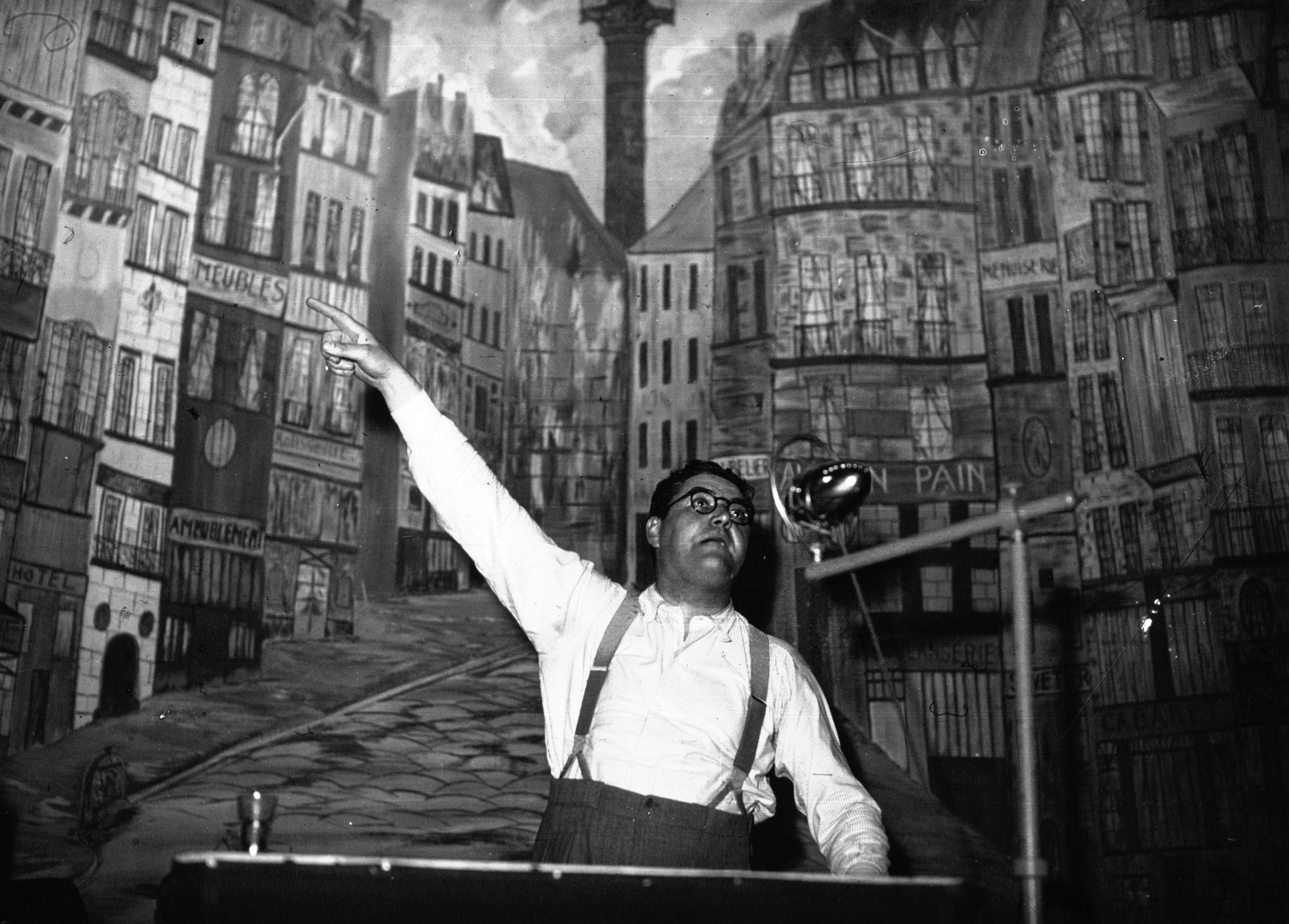
Jacques Doriot à la tribune lors de la première réunion du Parti populaire français au théâtre municipal de Saint-Denis en 1936.

- 27-28 juin : « Rendez-vous de Saint-Denis ». L’ex-communiste, maire de Saint-Denis Jacques Doriot fonde le parti populaire français, d’inspiration fasciste[33].

### Juillet
- 2 juillet : loi portant à 14 ans l'âge de la scolarité obligatoire[27].
- 12 juillet : assemblée constitutive du parti social français salle Wagram à Paris, formé par le colonel François de la Rocque à partir de la Ligue des Croix-de-feu dissoute. Jean Mermoz est vice-président[34].

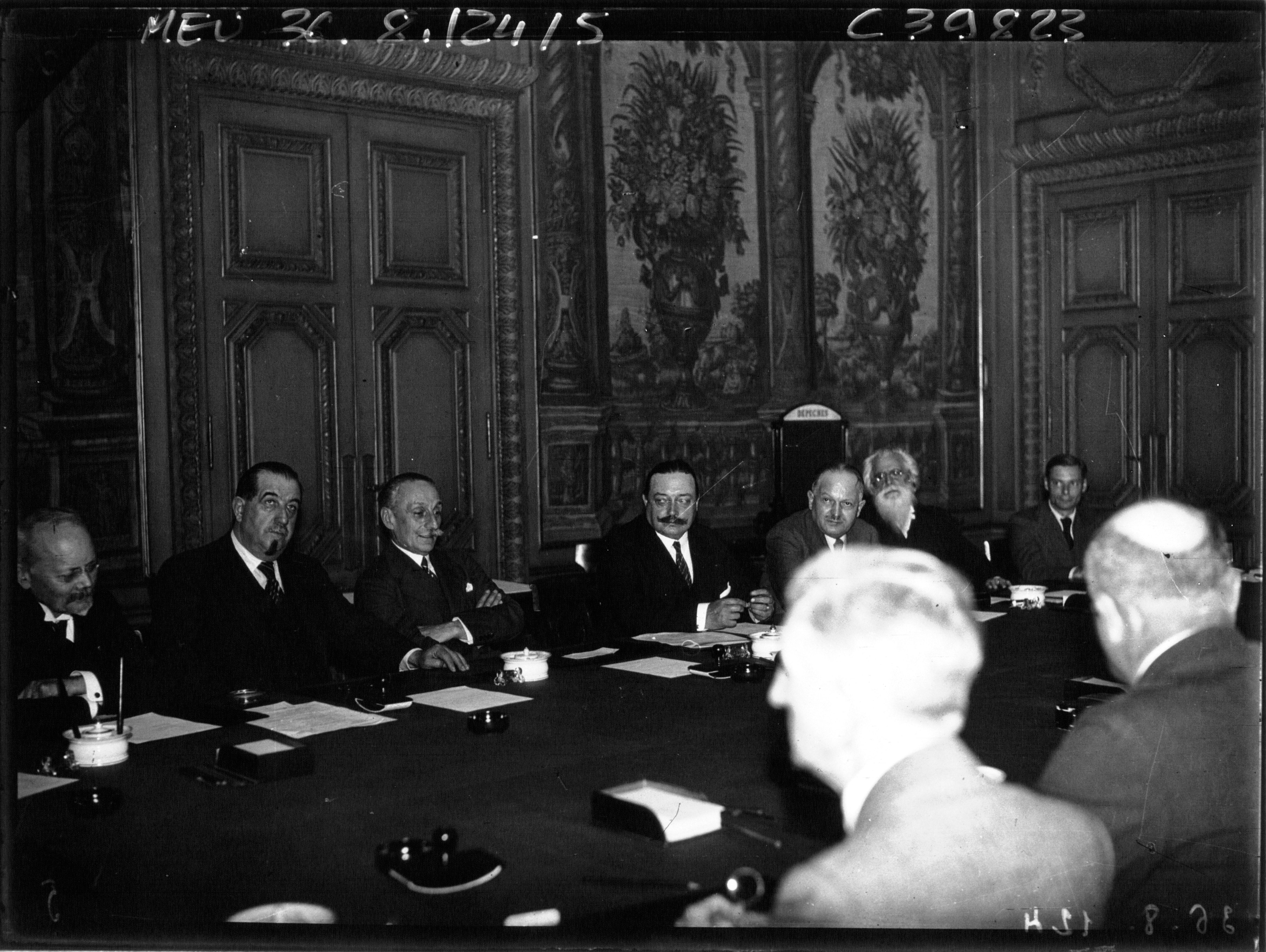
Le conseil général de la Banque de France, dans le cadre de la réorganisation de l'institution voulue par le Front populaire en 1936. Léon Jouhaux, responsable de la CGT, figure parmi les nouveaux membres du conseil (Agence Meurisse, 1936, Paris, BnF).

- 24 juillet : réforme du statut de la Banque de France. La loi remplace le Conseil de régence qui désignait le gouverneur par un Conseil général. Les membres du Conseil de régence étaient élus par les deux cents actionnaires les plus importants (identifiés aux « deux cents familles »), dorénavant, ils cèdent leur place aux représentants de l'État, à ceux des « grandes forces organisées du travail et de l'activité industrielle, commerciale et agricole » et à ceux, élus par les petits actionnaires qui obtiennent aussi le droit d'assister aux assemblées générales[35],[36].
- 29 juillet : décret améliorant le régime de retraite des ouvriers mineurs[37].

### Août
- 1er août : le gouvernement de Léon Blum autorise l’envoi d’avions aux Républicains espagnols mais lance un appel aux autres puissances pour établir des « règles communes de non-intervention » à la suite des pressions de Londres[38].
- 2 août : 
  - discours de Messali Hadj au Congrès Musulman à Alger qui condamne le rattachement de l'Algérie à la France et réaffirme sa lutte pour l'indépendance. Son parti, l'Étoile nord-africaine, est dissout par le Front populaire le 26 janvier 1937 et Messali Hadj emprisonné le 27 août 1937[39].
  - assassinat du mufti Bendali à Alger[40].
- 3 août : création du billet de train de congé populaire annuel, présenté par Léo Lagrange, sous-secrétaire d'État aux Sports et à l'organisation des Loisirs[41].
- 4 août : création de la Confédération générale du patronat français pour remplacer la Confédération générale de la production française[42].
- 5 août : décret qui étend les allocations familiales aux salariés agricoles[37].
- 8 août : mise en vigueur par la France du pacte de non-intervention en Espagne signé du 12 au 25 par le Royaume-Uni, le Portugal, l’Union soviétique, l’Allemagne et l’Italie ; les signataires, notamment la France, l’Union soviétique (à partir d’octobre), l’Allemagne et l’Italie, ne le respectent pas[38].
- 9 août : loi Jean Zay prolongeant l'obligation scolaire jusqu'à 14 ans[43].
- 11 août : loi sur la nationalisation des industries d'armement[27] ; elle concerne l’industrie aéronautique réorganisée en six sociétés nationales de constructions aéronautiques[44].

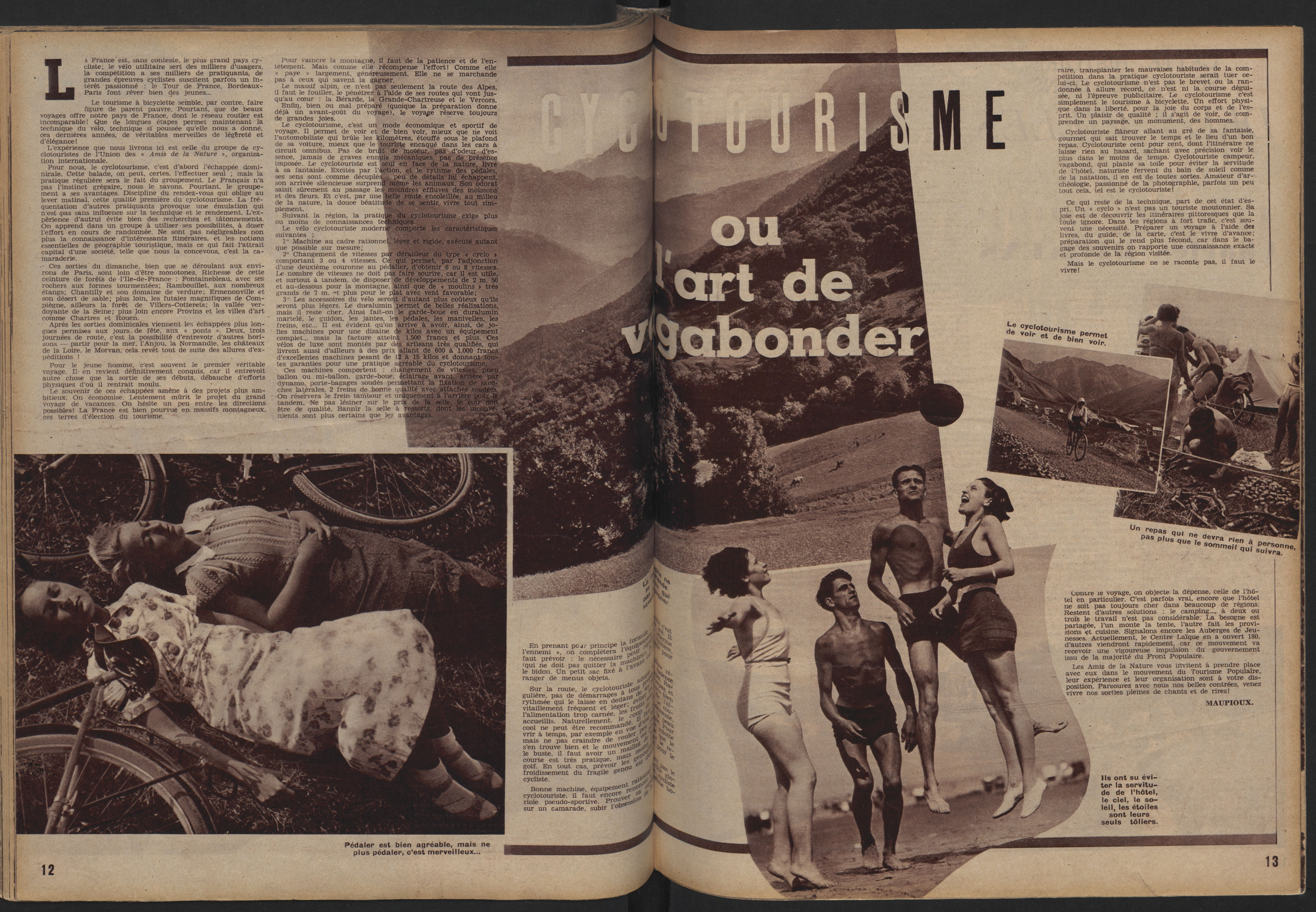
Article sur les congés payés dans le magazine Regards du 13 août 1936.

- 15 août : loi instituant l’Office national interprofessionnel du blé[27] (actuel Office national interprofessionnel des grandes cultures) avec pour première mission de stabiliser les cours agricoles et garantir un revenu décent aux agriculteurs durement touchés par la crise.
- 18 août : vote de 20 milliards de francs de budget pour une politique de grands travaux, notamment l'électrification des campagnes et la poursuite de la construction du réseau routier français[45].
- 19 août : afin de stimuler l'économie, le gouvernement Blum fait voter une loi assouplissant l'accès au crédit pour les entreprises, une Caisse nationale des marchés de l'État est créée afin de centraliser les commandes publiques[27].
- 20 août : loi qui abaisse les limites d'âge des fonctionnaires de l'Etat[45].
- 26 août au 28 août : loi sur l'amélioration des assurances sociales[46], loi relative à l'insaisissabilité et à l'incessibilité des allocations de chômage, loi sur la bonification des retraites des ouvriers d'industries connexes des mines, loi qui autorise la création d'unions mixtes de coopératives[37].

### Septembre
- 6 septembre : accord de Rambouillet ; renouvellement de l'accord de coopération militaire entre la France et la Pologne conclue en 1921[47]
- 7 septembre : le gouvernement relance la production d'armes avec quatorze milliards de francs affectés au budget de l'armée sur quatre ans (constructions de 3 200 chars de combat, renforcement de l’aviation avec la construction de 1 500 avions en trois ans)[33].
- 9 septembre : accords Viénot prévoyant l’indépendance de la Syrie dans un délai de trois ans.
- 17 septembre : sortie de La Belle Équipe, film de Julien Duvivier[48].

- 25 septembre : le gouvernement suspend la parité-or du franc et l'aligne sur la livre et le dollar par une déclaration conjointe avec les États-Unis et la Grande-Bretagne[49].

### Octobre
- 1er octobre : loi monétaire. L'ampleur de la crise oblige le gouvernement à faire une nouvelle dévaluation du franc de 29 % sur la base d'un franc pour 44,1 milligrammes d'or fin[49]. À la suite d'un accord monétaire trouvé avec la Grande-Bretagne et les États-Unis, la valeur du franc est fixée dans une fourchette flottante de 43 à 49 milligrammes d'or contre 65,5 milligrammes auparavant[50].
- 4 octobre : meeting communiste au Parc des Princes ; le Parti social français organise une contremanifestation[51]. Un manifestant algérien est tué lors des affrontements avec l'extrême droite[32].
- 13 octobre : liaison ferroviaire par navire transbordeur transmanche entre Paris et Londres[52].
- 17 octobre : congrès constitutif du Parti communiste algérien[53].

### Novembre
- 6 novembre : arrêt Arrighi. Le Conseil d'Etat, par la théorie dite de la Loi-écran, refuse le contrôle de constitutionnalité d'un acte réglementaire pris en application d'une loi[54].
- 17 novembre : suicide du ministre de l'intérieur Roger Salengro, victime d’une campagne de diffamation de la part de l’extrême droite[6].
- 23 novembre : assassinat de Tahar Acherchour, un ouvrier d’origine algérienne par des briseurs de grève de l'usine Cusinberche de Clichy. Il meurt le lendemain des suites de ses blessures[55].

### Décembre
- 5 décembre : opposés à la politique non-interventionniste du Front populaire en Espagne, les communistes s'abstiennent dans un vote de confiance[6].
- 7 décembre : l'aviateur français Jean Mermoz (34 ans) et son équipe disparaissent en mer, à bord de leur Latécoère 300 Croix du Sud, à 800 km au sud de Dakar[56]. Le 30, des funérailles nationales sont organisées à Paris, dans la cour d'honneur des Invalides[57].
- 10-12 décembre : un accord d'assistance administrative avec les États-Unis pour la répression de la fraude douanière est conclu par échange de lettres[58].

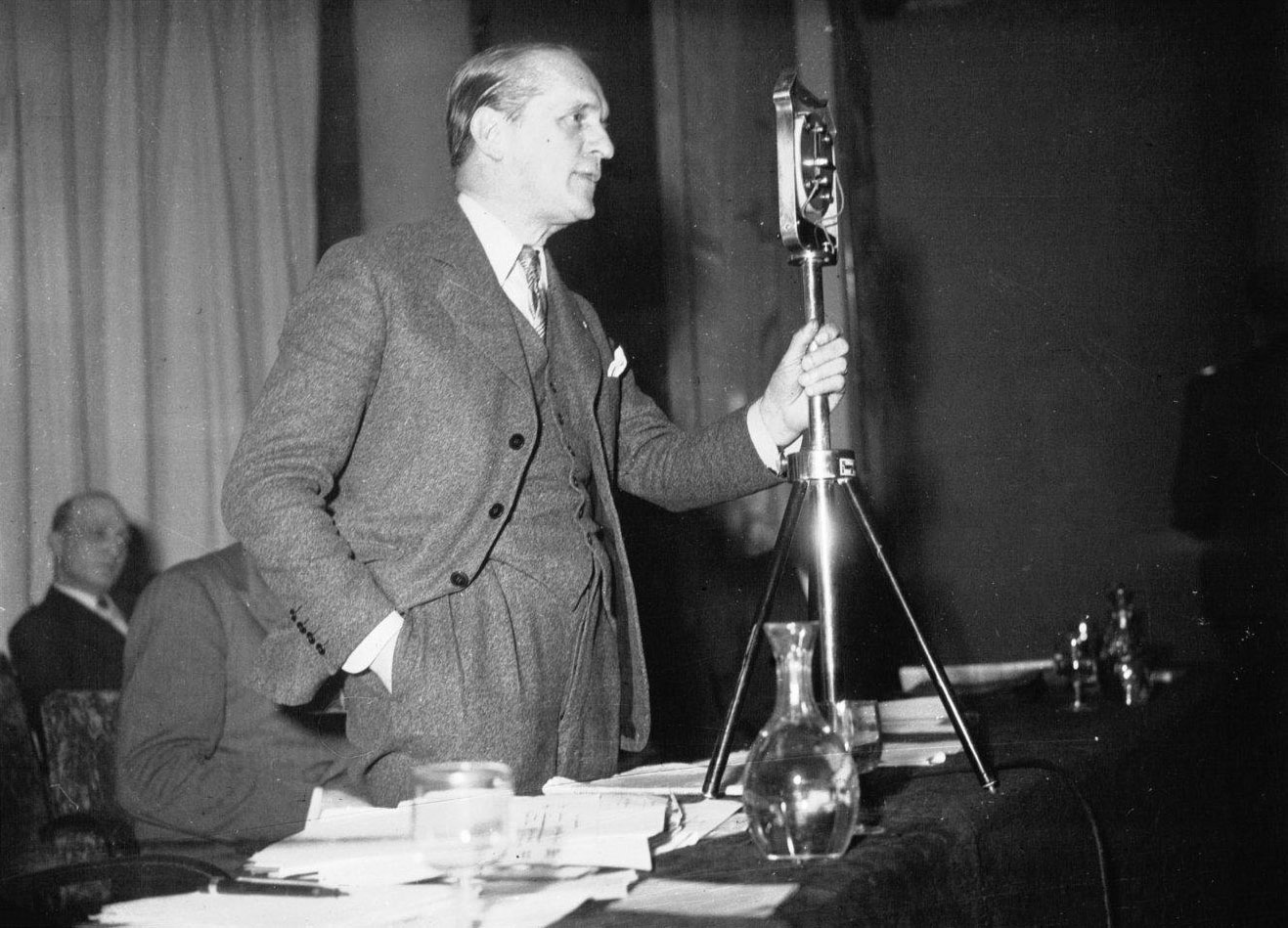
Le colonel de La Rocque au congrès du Parti social français.

- 18 décembre : premier congrès national du Parti social français à Paris[59].
- 26-27 décembre : congrès constitutif à Paris de Union des jeunes filles de France présidé par Danielle Casanova[60].
- 30 décembre : le projet de loi Blum-Viollette, visant à octroyer des droits politiques à une minorité d'environ 22 000 Algériens musulmans est déposé sur le bureau de la Chambre des députés[61]. Ce projet est vivement combattu par les colons ainsi que par les nationalistes algériens de l'Étoile nord-africaine[62].
- 31 décembre :
  - la Chambre des députés vote la loi sur la conciliation et l’arbitrage obligatoire pour limiter les conflits sociaux[27].
  - réforme fiscale. le système du barème en taux marginal pour  l'impôt général sur le revenu est remplacé par un barème en taux moyen[63]. Réduction des déductions forfaitaires pour charges de famille pour les revenus élevés, allègement des majorations d’IGR applicables aux contribuables sans enfant[64]. Création d'une taxe unique à la production au taux de 6 % perçue auprès du dernier producteur. Cette nouvelle taxe remplace à partir du 1er février 1937 la taxe générale sur le chiffre d'affaires qui, en dépit de sa simplicité et de son rendement frappait en cascade chaque transaction[65].
  - le ministre de l'Éducation nationale Jean Zay prend une circulaire interdisant toute sur la propagande politique au sein des établissements scolaires[66].

## Naissances en 1936
- 22 juillet à Angoulême : Jean-Pierre Audour.
- 1er octobre à Marseille : Antoinette Fouque, intellectuelle et militante féministe française.
- 7 mars à Paris : Georges Perec,  écrivain, poète et verbicruciste français
- 9 octobre : Nicole Croisille, actrice et chanteuse française († 4 juin 2025).

## Décès en 1936
- 9 février : Jacques Bainville, journaliste.
- 18 novembre : Roger Salengro, ministre.